# Mariä Opferung (Unterneuses)

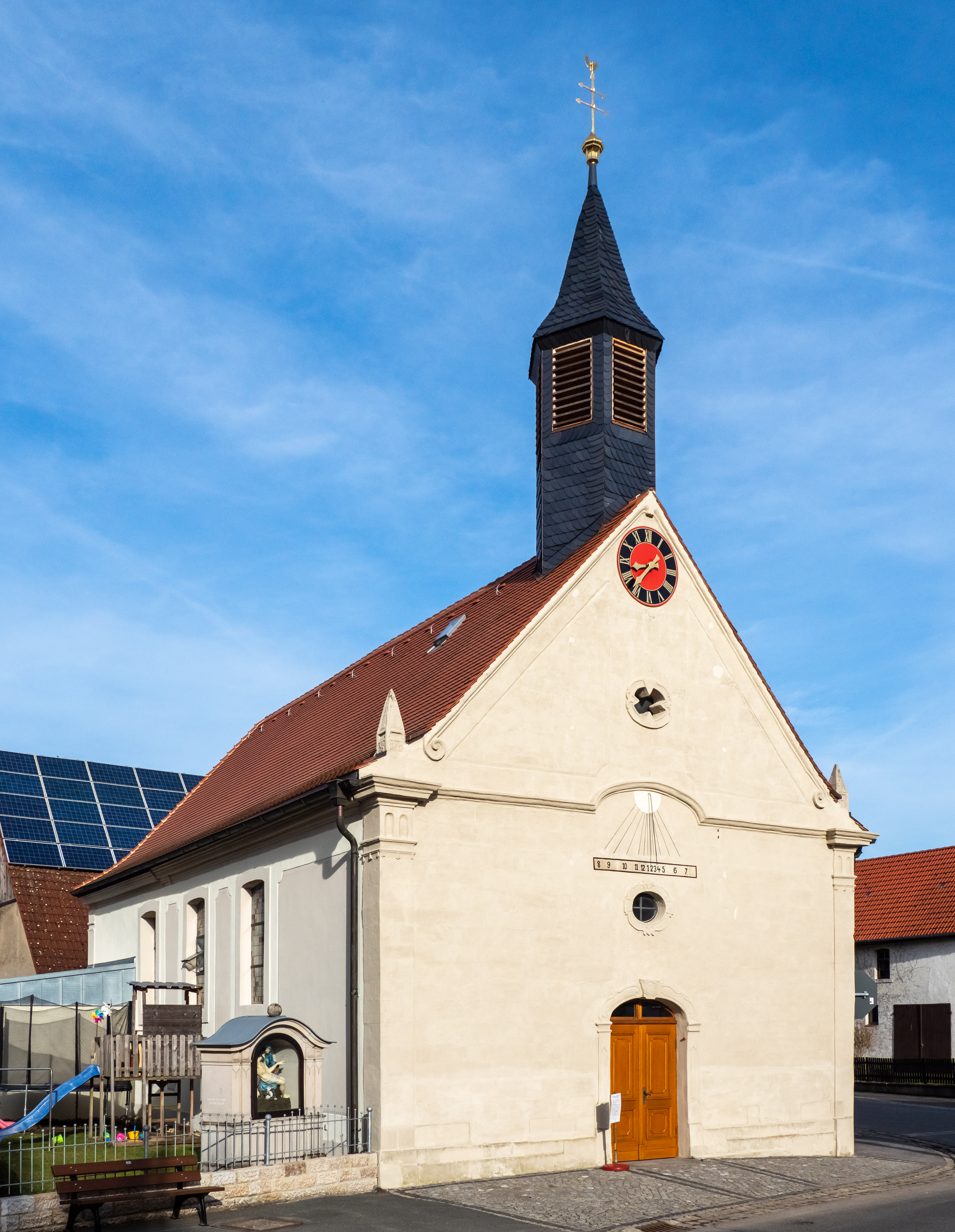
Mariä Opferung (Unterneuses)

Die römisch-katholische Filialkirche Mariä Opferung steht in Unterneuses, einem Gemeindeteil des Marktes Burgebrach im oberfränkischen Landkreis Bamberg in Bayern. Das denkmalgeschützte Bauwerk entstand im 18. Jahrhundert. Die Kirche gehört zur Pfarrei Burgebrach im Seelsorgebereich Steigerwald im Dekanat Bamberg des Erzbistums Bamberg.

## Beschreibung
Die Saalkirche hat einen Schlussstein mit der Jahreszahl 1756 und wurde 1920 erweitert. Ihr Langhaus ist im Norden dreiseitig geschlossen. Aus dem Satteldach erhebt sich im Süden ein sechseckiger schiefergedeckter Dachreiter, der hinter den Klangarkaden den Glockenstuhl beherbergt. Die Fassade im Süden mit dem rundbogigen Portal hat Pilaster an den Ecken, auf denen Fialen sitzen. Im Giebel befindet sich das Zifferblatt der Uhr, darunter eine Sonnenuhr. 
Zur Kirchenausstattung gehören ein Anfang des 18. Jahrhunderts gebauter spätbarocker Altar, eine Darstellung der Anna selbdritt und eine Pietà.